# 47ENGINE
47ENGINE（ヨンナナエンジン）は、映像、演劇、イベントなどの企画・制作・運営を行う役者の団体である。東京都を拠点に活動。

## 概要
2008年9月、第一回本公演「裁判員の評決」、2009年1月より2010年7月まで毎月、短編演劇ライブ「赤坂ジルバ」、2011年1月より10月までタイニイアリスにて毎月「新宿ジャイブ」の公演を重ね、12月には築地ブティストホールにて第二回本公演「協奏曲～軍神ベートーヴェンと楽聖ナポレオン～」を上演。
47（ヨンナナ）は都道府県の数、ENIGINEはエンジン、演人、円陣を表す。

## 在籍メンバー
- 川本淳市
- 川瀬忠行
- 本多摂
- 浅森夕紀子
- 手呂内康佑
- 柿沼慶典
- 藤岡範子

## 過去の公演
- 第一回本公演『裁判員の評決』（2008年9月）
- 第二回本公演『協奏曲〜軍神ベートーヴェンと楽聖ナポレオン〜』（2011年12月）
- 短編演劇ライブ「赤坂ジルバ」（2009年1月～12月）
- 短編演劇ライブ「新宿ジャイブ」（2011年1月～10月・新宿タイニイアリス）
- 47ENGINE公演「飛龍伝」（作：つかこうへい、2012年5月･新宿タイニイアリス）
- Ｖ47NGINE公演「熱海殺人事件」（作：つかこうへい、2012年10月･新宿タイニイアリス）
- 47ENGINE2013新春公演「幕末純情伝」（作：つかこうへい、2013年1月･新宿タイニイアリス)
- 47ENGINE「狂想曲～ミューズの落とし子たち～」（2014年7月・新宿タイニイアリス)
- 47ENGINE男公演「狂騒曲～月下の乱～」（2015年2月・新宿タイニイアリス）
- 浅田次郎 作「天切り松 闇がたり」（2018年4月・コスレリオ新宿シアター）
- 「ショートショートカーニバル」（2019年1月・コスレリオ新宿シアター）